# Copa Panamericana de Voleibol Masculino Sub-23 de 2016
La III Copa Panamericana de Voleibol Masculino Sub-23 se celebrara del 5 al 10 de septiembre de 2016 en Guanajuato, México. El torneo contara con la participación de 6 selecciones nacionales de la NORCECA y 3 de la CSV.
También clasificara al mejor ubicado de la CSV y a los dos mejores ubicados de la NORCECA al Campeonato Mundial de Voleibol Masculino Sub-23 2017

## Equipos participantes
- Argentina
- Colombia
- Chile
- Cuba
- República Dominicana
- Guatemala
- México
- Santa Lucía
- Trinidad y Tobago

## Primera fase

### Grupo A
– Clasificados a semifinales.
     – Clasificados a cuartos de final.
     – Juegan el partido por el quinto puesto.

### 9° al 5° Puesto
| Fase     | Fecha    | Encuentro                      | Resultado | Set   | Set   | Set   | Set   | Set   | Puntuación total |
| Fase     | Fecha    | Encuentro                      | Resultado | 1     | 2     | 3     | 4     | 5     | Puntuación total |
| -------- | -------- | ------------------------------ | --------- | ----- | ----- | ----- | ----- | ----- | ---------------- |
| 9° lugar | 08-09-16 | Trinidad y Tobago- Santa Lucía | 3 - 0     | 25:16 | 25:17 | 25:18 |       |       | 75 - 51          |
| 7° lugar | 08-09-16 | Guatemala - Trinidad y Tobago  | 3 - 0     | 25:18 | 25:20 | 25:20 |       |       | 75 - 58          |
| 5° lugar | 10-09-16 | México - República Dominicana  | 3 - 2     | 37:35 | 25:19 | 23:25 | 21:25 | 15:12 | 121 - 116        |

## Fase final

### Final 1º al 4° puesto
|  | Cuartos de final      | Cuartos de final |                        |                        | Semifinales     | Semifinales |  |  | Final            | Final |
|  |                       |                  |                        |                        |                 |             |  |  |                  |       |
|  |                       |                  |                        |                        |                 |             |  |  |                  |       |
|  |                       |                  |                        |                        |                 |             |  |  |                  |       |
|  | Argentina             |                  |                        |                        |                 |             |  |  |                  |       |
|  | 9 de septiembre       |                  |                        |                        |                 |             |  |  |                  |       |
|  | Clasifica 1ro en el B |                  |                        |                        |                 |             |  |  |                  |       |
|  | Argentina             | 3                |                        |                        |                 |             |  |  |                  |       |
|  | Argentina             | 3                | 8 de septiembre        |                        |                 |             |  |  |                  |       |
|  |                       | Colombia         | 0                      |                        |                 |             |  |  |                  |       |
|  | Colombia              | Colombia         | 0                      | 3                      |                 |             |  |  |                  |       |
|  | Colombia              |                  | 10 de septiembre       | 3                      |                 |             |  |  |                  |       |
|  | República Dominicana  | 1                |                        |                        |                 |             |  |  |                  |       |
|  | República Dominicana  | 1                | Argentina              | 3                      |                 |             |  |  |                  |       |
|  |                       |                  | Argentina              | 3                      |                 |             |  |  |                  |       |
|  |                       | Cuba             | 1                      |                        |                 |             |  |  |                  |       |
|  | Cuba                  | Cuba             | 1                      |                        |                 |             |  |  |                  |       |
|  | 9 de septiembre       |                  |                        |                        |                 |             |  |  |                  |       |
|  | Clasifica 1ro en el A |                  |                        |                        |                 |             |  |  |                  |       |
|  | Cuba                  | 3                | Tercer y cuarto puesto | Tercer y cuarto puesto |                 |             |  |  |                  |       |
|  | Cuba                  | 3                | Tercer y cuarto puesto | Tercer y cuarto puesto | 8 de septiembre |             |  |  |                  |       |
|  |                       | Chile            | 0                      |                        |                 |             |  |  |                  |       |
|  | Chile                 | Chile            | 0                      | 3                      | Chile           | 3           |  |  |                  |       |
|  | Chile                 |                  |                        | 3                      | Chile           | 3           |  |  |                  |       |
|  | México                | 0                |                        | Colombia               | 0               |             |  |  |                  |       |
|  | México                | 0                |                        |                        | 0               |             |  |  |                  |       |
|  |                       |                  |                        |                        |                 |             |  |  | 10 de septiembre |       |
|  |                       |                  |                        |                        |                 |             |  |  |                  |       |

### Resultados
| Fase             | Fecha    | Encuentro                       | Resultado | Set   | Set   | Set   | Set   | Set | Puntuación total |
| Fase             | Fecha    | Encuentro                       | Resultado | 1     | 2     | 3     | 4     | 5   | Puntuación total |
| ---------------- | -------- | ------------------------------- | --------- | ----- | ----- | ----- | ----- | --- | ---------------- |
| Cuartos de Final | 08-09-16 | Colombia - República Dominicana | 3 - 1     | 25:22 | 25:22 | 18:25 | 25:17 |     | 93 - 86          |
| Cuartos de Final | 08-09-16 | Chile - México                  | 3 - 0     | 25:20 | 25:19 | 25:18 |       |     | 75 - 57          |
| Semifinal        | 09-09-16 | Argentina - Colombia            | 3 - 0     | 25:19 | 25:18 | 25:18 |       |     | 75 - 55          |
| Semifinal        | 09-09-16 | Cuba - Chile                    | 3 - 0     | 25:21 | 25:14 | 25:22 |       |     | 75 - 57          |
| 3° Puesto        | 10-09-16 | Chile - Colombia                | 3 - 0     | 25:19 | 25:16 | 25:23 |       |     | 75 - 59          |
| final            | 10-09-16 | Argentina - Cuba                | 3 - 1     | 25:19 | 21:25 | 25:19 | 25:20 |     | 96 - 83          |

## Campeón
| Argentina           |
| Campeón             |
| Argentina 1° título |

## Clasificación general
| Pos | Equipo               |
| --- | -------------------- |
| 1   | Argentina            |
| 2   | Cuba                 |
| 3   | Chile                |
| 4   | Colombia             |
| 5   | México               |
| 6   | República Dominicana |
| 7   | Guatemala            |
| 8   | Trinidad y Tobago    |
| 9   | Santa Lucía          |

## Clasificados al Mundial sub-23 2017
| Bandera de Argentina | Bandera de Cuba | Bandera de México |
| Argentina            | Cuba            | México            |
| -------------------- | --------------- | ----------------- |